# Râul Lupșa, Săvăstreni
Râul Lupșa este un afluent al râului Săvăstreni. 

## Hărți
- Harta Județului Brașov
- Harta Munții Făgăraș  Arhivat în 8 septembrie 2013, la Wayback Machine.